# Světový pohár v biatlonu 2024/2025
Světový pohár v biatlonu 2024/2025 byl 48. ročníkem světového poháru pořádaným Mezinárodní biatlonovou unií (IBU). 
Hlavní událostí tohoto ročníku bylo mistrovství světa ve švýcarském Lenzerheide v únoru 2025, které nebylo přímo součástí světového poháru a výsledky z něj se do světového poháru – kromě bodování do pořadí národů – nezapočítávaly. 
Celkové vítězství z předchozí sezóny obhajovali Nor Johannes Thingnes Bø mezi muži a Italka Lisa Vittozziová mezi ženami, kteří vítězství neobhájili. Zatímco Vittozziová do sezóny nezasáhla kvůli zranění zad, Bø, který usiloval o šestý triumf v celkovém hodnocení, skončil na druhém místě.
O jednotlivých podnicích této sezóny rozhodla IBU v únoru 2021. Ročník odstartoval 30. listopadu ve finském Kontiolahti závodem smíšených dvojic a skončil 23. března v norském Holmenkollenu. Jedním z podniků byly i závody v Novém Městě na Moravě v březnu 2025.
V celkovém hodnocení mezi muži triumfoval 28letý Nor Sturla Holm Laegreid, když si vítězství zajistil již v předposledním závodě sezóny. Jednalo se o jeho první velký křišťálový glóbus poté, co třikrát v posledních čtyřech sezónách obsadil druhé místo.
Mezi ženami se radovala 31letá Němka Franziska Preussová, která o svém vítězství rozhodla až v posledním závodě sezóny poté, co její hlavní rivalka Lou Jeanmonnotová z Francie při příjezdu na stadion při posledním běžeckém kole v přímém souboji upadla.

## Změny ve Světovém poháru
V září 2024 byly Mezinárodní biatlonovou unií oznámeny dílčí změny pravidel:
Byl zaveden nový systém pro startovní skupiny pro sprint a vytrvalostní závody. Nově 15 nejlepších závodníků světového poháru startuje v těchto závodech se startovními čísly 46 až 74 v rámci tzv. červené skupiny, závodníci na 16. až 30. místě celkového hodnoceni pak v rámci modré skupiny s čísly 16 až 44. Cílem této změny bylo zvýšení atraktivity závodů, když dosud nejlepší závodníci startovali hned na začátku soutěže a vítězi bylo brzy prakticky rozhodnuto. Systém může být upraven v případě nepříznivé předpovědi počasí.
Další změnou je, že závodníci na mistrovství světa, které není součástí světového poháru, nebudou nosit žluté, červené ani modré trikoty. Jediným speciální trikotem bude zlatý dres pro obhájce titulu z předchozího mistrovství světa.
Změněna byla i koncepce pro tzv. modrý trikot, který dosud nosil nejlepší závodník a závodnice do 25 let. Nově byla věková hranice snížena na 23 let.
Startovní listina pro závody s hromadným startem je i nadále tvořena 25 nejlépe postavenými závodníky průběžného pořadí světového poháru a další i pěti podle pořadí bodů v aktuální zastávce. Nově však bude v případě neúčasti nebo odhlášení některého z těchto závodníků hledána náhrada právě mezi dalšími nejlepšími závodníky v dané zastávce.
Došlo k úpravě bodového systému, když nové udělování bodů mírně zvýhodňuje závodníky, kteří se umístili v závodě na 3.–9. místě:
| Umístění               | 1. | 2. | 3. | 4. | 5. | 6. | 7. | 8. | 9. | 10. | … |
| Původně udělované body | 90 | 75 | 60 | 50 | 45 | 40 | 36 | 34 | 32 | 31  | … |
| Nově udělované body    | 90 | 75 | 65 | 55 | 50 | 45 | 41 | 37 | 34 | 31  | … |

Zároveň došlo k navýšení finanční ohodnocení, když si nově závodníci rozdělí 9 366 700 € s tím, že největší nárůst je zaznamenán ve sprintu, stíhacím závodě, vytrvalostním závodě a hromadném startu. Nově budou zavedeny odměny pro závodníky s nejlepší časem ve stíhacím závodě a pro závodníky s nejlepšími časy štafetových úseků.

## Počet nasazených závodníků podle země
Podle toho, jak se státy umístily v hodnocení národů v předchozím ročníku, se určil nejvyšší počet žen a mužů, který může země nasadit do sprintu a vytrvalostního závodu. 
Kromě těchto kvót uděluje Mezinárodní biatlonová unie osm divokých karet pro závodníky, jejichž národní federace nezískaly ani jedno stále místo, přičemž jeden stát může získat pouze dvě takové divoké karty pro jedno pohlaví, a platí pouze pro jeden trimestr. 
Nad rámec uvedených kvót získali právo startu na první druhé zastávce Světového poháru ty národní federace, jejichž závodníci zvítězili v celkovém hodnocení posledního ročnku IBU Cupu; nově však nemají start zajištěn samotní vítězové.
Speciální pravidla platí pro poslední zastávku Světového poháru. Právo osobního startu získá také juniorský závodník, který dosáhl nejvyššího počtu bodů v aktuální sezóně juniorského mistrovství světa. Národní federace navíc mohou nominovat jednoho dodatečného sportovce podle počtu umístění v první desítce celkového hodnocení IBU Cupu za dokončený rok, nejvýše však dvě taková místa.
Muži:
- 6 závodníků:  Norsko,  Francie,  Německo,  Švédsko,  Itálie ↑
- 5 závodníků:  Švýcarsko ↓,  Rakousko,  Česko ,   Slovinsko ↑,  Finsko
- 4 závodníci: ,  Ukrajina  ↓,  USA,  Rumunsko ,  Lotyšsko ↑,  Kazachstán ↑,   Estonsko,  Polsko
- 3 závodníci:  Litva ↓,  Belgie,  Bulharsko,  Moldavsko,  Kanada ↓,  Jižní Korea ↓
- 2 závodníci:  Slovensko,  Japonsko ↓

Ženy:
- 6 závodnic:  Francie,  Norsko,  Švédsko,  Německo,  Itálie
- 5 závodnic:  Švýcarsko,  Česko,  Rakousko,  Ukrajina,  Polsko ↑
- 4 závodnice:  Slovinsko,  Estonsko,  Finsko ↓,  USA,  Lotyšsko ↓,  Bulharsko,  Kanada,
- 3 závodnice:  Slovensko ↓,  Belgie ↑,  Kazachstán ↑,  Rumunsko,  Litva,  Moldavsko
- 2 závodnice:  Jižní Korea ↓,   Chorvatsko ↑↑
- 0 závodnic:  Japonsko ↓↓↓

Šipky ↑/↓ značí, o kolik se počet závodníků dané země oproti předcházejícímu ročníku světového poháru zvýšil nebo snížil.

## Program
| Místo konání         | Datum konání                     | Sprint | Stíhací závod | Závod s hromadným startem | Vytrvalostní závod | Štafeta | Smíšená štafeta | Smíšený závod dvojic |
| -------------------- | -------------------------------- | ------ | ------------- | ------------------------- | ------------------ | ------- | --------------- | -------------------- |
| Kontiolahti          | 30. listopadu – 8. prosince 2024 | ●      |               | ●                         | ●                  | ●       | ●               | ●                    |
| Hochfilzen           | 13.–15. prosince 2024            | ●      | ●             |                           |                    | ●       |                 |                      |
| Annecy               | 19.–22. prosince 2024            | ●      | ●             | ●                         |                    |         |                 |                      |
| Oberhof              | 9.–12. ledna 2025                | ●      | ●             |                           |                    |         | ●               | ●                    |
| Ruhpolding           | 15.–19. ledna 2025               |        |               | ●                         | ●                  | ●       |                 |                      |
| Anterselva           | 23.–26. ledna 2025               | ●      | ●             |                           |                    | ●       |                 |                      |
| Lenzerheide (MS)     | 12.–23. února 2025               | ●      | ●             | ●                         | ●                  | ●       | ●               | ●                    |
| Nové Město na Moravě | 6.–9. března 2025                | ●      | ●             |                           |                    | ●       |                 |                      |
| Pokljuka             | 13.–16. března 2025              |        |               | ●                         | ●                  |         | ●               | ●                    |
| Oslo-Holmenkollen    | 21.–23. března 2025              | ●      | ●             | ●                         |                    |         |                 |                      |
| Celkově              | Celkově                          | 8      | 7             | 6                         | 4                  | 6       | 4               | 4                    |

## Světový pohár a mistrovství světa – pódiové umístění

### Muži
| Č.  | datum             | místo             | disciplína                  | délka   | vítěz                  | druhé místo            | třetí místo            | žlutý trikot (po závodě) |
| --- | ----------------- | ----------------- | --------------------------- | ------- | ---------------------- | ---------------------- | ---------------------- | ------------------------ |
| 1.  | 3. prosince 2024  | Kontiolahti       | zkrácený vytrvalostní závod | 15 km   | Endre Strømsheim       | Johannes Thingnes Bø   | Sturla Holm Laegreid   | Strømsheim               |
| 2.  | 6. prosince 2024  | Kontiolahti       | sprint                      | 10 km   | Émilien Jacquelin      | Sebastian Samuelsson   | Philipp Nawrath        | J. T. Bø                 |
| 3.  | 8. prosince 2024  | Kontiolahti       | hromadný start              | 15 km   | Éric Perrot            | Quentin Fillon Maillet | Sturla Holm Laegreid   | Perrot                   |
| 4.  | 13. prosince 2024 | Hochfilzen        | sprint                      | 10 km   | Johannes Thingnes Bø   | Sturla Holm Laegreid   | Fabien Claude          | J. T. Bø                 |
| 5.  | 14. prosince 2024 | Hochfilzen        | stíhací závod               | 12,5 km | Johannes Thingnes Bø   | Émilien Jacquelin      | Sturla Holm Laegreid   | J. T. Bø                 |
| 6.  | 19. prosince 2024 | Annecy            | sprint                      | 10 km   | Martin Uldal           | Johannes Thingnes Bø   | Sebastian Samuelsson   | J. T. Bø                 |
| 7.  | 21. prosince 2024 | Annecy            | stíhací závod               | 12,5 km | Johannes Thingnes Bø   | Éric Perrot            | Émilien Jacquelin      | J. T. Bø                 |
| 8.  | 22. prosince 2024 | Annecy            | hromadný start              | 15 km   | Tarjei Bø              | Danilo Riethmüller     | Johannes Thingnes Bø   | J. T. Bø                 |
| 9.  | 10. ledna 2025    | Oberhof           | sprint                      | 10 km   | Quentin Fillon Maillet | Fabien Claude          | Émilien Jacquelin      | J. T. Bø                 |
| 10. | 11. ledna 2025    | Oberhof           | stíhací závod               | 12,5 km | Sturla Holm Laegreid   | Tarjei Bø              | Johannes Thingnes Bø   | J. T. Bø                 |
| 11. | 15. ledna 2025    | Ruhpolding        | vytrvalostní závod          | 20 km   | Vebjørn Sørum          | Émilien Claude         | Andrejs Rastorgujevs   | J. T. Bø                 |
| 12. | 19. ledna 2025    | Ruhpolding        | hromadný start              | 15 km   | Tommaso Giacomel       | Sturla Holm Laegreid   | Johannes Thingnes Bø   | J. T. Bø                 |
| 13. | 24. ledna 2025    | Anterselva        | sprint                      | 10 km   | Tarjei Bø              | Sturla Holm Laegreid   | Tommaso Giacomel       | Laegreid                 |
| 14. | 26. ledna 2025    | Anterselva        | stíhací závod               | 12,5 km | Sturla Holm Laegreid   | Tarjei Bø              | Tommaso Giacomel       | Laegreid                 |
| MS  | 15. února 2025    | Lenzerheide (MS)  | sprint                      | 10 km   | Johannes Thingnes Bø   | Campbell Wright        | Quentin Fillon Maillet | —                        |
| MS  | 16. února 2025    | Lenzerheide (MS)  | stíhací závod               | 12,5 km | Johannes Thingnes Bø   | Campbell Wright        | Éric Perrot            | —                        |
| MS  | 19. února 2025    | Lenzerheide (MS)  | vytrvalostní závod          | 20 km   | Éric Perrot            | Tommaso Giacomel       | Quentin Fillon Maillet | —                        |
| MS  | 23. února 2025    | Lenzerheide (MS)  | hromadný start              | 15 km   | Endre Strømsheim       | Sturla Holm Laegreid   | Johannes Thingnes Bø   | —                        |
| 15. | 6. března 2025    | Nové Město        | sprint                      | 10 km   | Émilien Jacquelin      | Tommaso Giacomel       | Johannes Thingnes Bø   | Laegreid                 |
| 16. | 8. března 2025    | Nové Město        | stíhací závod               | 12,5 km | Sebastian Samuelsson   | Tommaso Giacomel       | Johannes Thingnes Bø   | J. T. Bø                 |
| 17. | 13. března 2025   | Pokljuka          | zkrácený vytrvalostní závod | 15 km   | Jakov Fak              | Sturla Holm Laegreid   | Martin Ponsiluoma      | Laegreid                 |
| 18. | 15. března 2025   | Pokljuka          | hromadný start              | 15 km   | Éric Perrot            | Quentin Fillon Maillet | Sturla Holm Laegreid   | Laegreid                 |
| 19. | 21. března 2025   | Oslo-Holmenkollen | sprint                      | 10 km   | Johannes Thingnes Bø   | Sturla Holm Laegreid   | Johannes Dale-Skjevdal | Laegreid                 |
| 20. | 22. března 2025   | Oslo-Holmenkollen | stíhací závod               | 12,5 km | Sturla Holm Laegreid   | Johannes Thingnes Bø   | Quentin Fillon Maillet | Laegreid                 |
| 21. | 23. března 2025   | Oslo-Holmenkollen | hromadný start              | 15 km   | Sebastian Samuelsson   | Éric Perrot            | Endre Strømsheim       | Laegreid                 |

Vysvětlivky
1. ↑  V Pokljuce byl původně v plánu klasický vytrvalostní závod na pátek 14. března, kvůli vysokým teplotám a dešti byla zařazena zkrácená verze a závod byl přesunut na čtvrtek 13. března.[16]
2. ↑  V Pokljuce byl závod s hromadným startem původně plánován na neděli 16. března, kvůli vysokým teplotám a dešti byl přesunut na sobotu 15. března.[16]

### Ženy
| Č.  | datum             | místo             | disciplína                  | délka   | vítězka                       | druhé místo                   | třetí místo                   | žlutý trikot (po závodě) |
| --- | ----------------- | ----------------- | --------------------------- | ------- | ----------------------------- | ----------------------------- | ----------------------------- | ------------------------ |
| 1.  | 4. prosince 2024  | Kontiolahti       | zkrácený vytrvalostní závod | 12,5 km | Lou Jeanmonnotová             | Ella Halvarssonová            | Elvira Öbergová               | Jeanmonnotová            |
| 2.  | 7. prosince 2024  | Kontiolahti       | sprint                      | 7,5 km  | Markéta Davidová              | Elvira Öbergová               | Suvi Minkkinenová             | E. Öbergová              |
| 3.  | 8. prosince 2024  | Kontiolahti       | hromadný start              | 12,5 km | Elvira Öbergová               | Julia Simonová                | Franziska Preussová           | E. Öbergová              |
| 4.  | 13. prosince 2024 | Hochfilzen        | sprint                      | 7,5 km  | Franziska Preussová           | Sophie Chauveauová            | Karoline Offigstad Knottenová | Preussová                |
| 5.  | 14. prosince 2024 | Hochfilzen        | stíhací závod               | 10 km   | Lou Jeanmonnotová             | Vanessa Voigtová              | Franziska Preussová           | Preussová                |
| 6.  | 20. prosince 2024 | Annecy            | sprint                      | 7,5 km  | Justine Braisazová-Bouchetová | Franziska Preussová           | Anamarija Lampičová           | Preussová                |
| 7.  | 21. prosince 2024 | Annecy            | stíhací závod               | 10 km   | Franziska Preussová           | Julia Simonová                | Vanessa Voigtová              | Preussová                |
| 8.  | 22. prosince 2024 | Annecy            | hromadný start              | 12,5 km | Selina Grotianová             | Franziska Preussová           | Paulína Bátovská Fialková     | Preussová                |
| 9.  | 9. ledna 2025     | Oberhof           | sprint                      | 7,5 km  | Paula Botetová                | Maren Kirkeeideová            | Milena Todorovová             | Preussová                |
| 10. | 11. ledna 2025    | Oberhof           | stíhací závod               | 10 km   | Lou Jeanmonnotová             | Maren Kirkeeideová            | Elvira Öbergová               | Preussová                |
| 11. | 16. ledna 2025    | Ruhpolding        | vytrvalostní závod          | 15 km   | Lou Jeanmonnotová             | Franziska Preussová           | Amy Basergová                 | Preussová                |
| 12. | 19. ledna 2025    | Ruhpolding        | hromadný start              | 12,5 km | Elvira Öbergová               | Franziska Preussová           | Jeanne Richardová             | Preussová                |
| 13. | 23. ledna 2025    | Anterselva        | sprint                      | 7,5 km  | Lou Jeanmonnotová             | Selina Grotianová             | Franziska Preussová           | Preussová                |
| 14. | 25. ledna 2025    | Anterselva        | stíhací závod               | 10 km   | Lou Jeanmonnotová             | Julia Simonová                | Franziska Preussová           | Preussová                |
| MS  | 14. února 2025    | Lenzerheide (MS)  | sprint                      | 7,5 km  | Justine Braisazová-Bouchetová | Franziska Preussová           | Suvi Minkkinenová             | —                        |
| MS  | 16. února 2025    | Lenzerheide (MS)  | stíhací závod               | 10 km   | Franziska Preussová           | Ella Halvarssonová            | Justine Braisazová-Bouchetová | —                        |
| MS  | 18. února 2025    | Lenzerheide (MS)  | vytrvalostní závod          | 15 km   | Julia Simonová                | Ella Halvarssonová            | Lou Jeanmonnotová             | —                        |
| MS  | 29. února 2025    | Lenzerheide (MS)  | hromadný start              | 12,5 km | Elvira Öbergová               | Océane Michelonová            | Maren Kirkeeideová            | —                        |
| 15. | 7. března 2025    | Nové Město        | sprint                      | 7,5 km  | Ingrid Landmark Tandrevoldová | Justine Braisazová-Bouchetová | Julia Simonová                | Preussová                |
| 16. | 8. března 2025    | Nové Město        | stíhací závod               | 10 km   | Julia Simonová                | Hanna Öbergová                | Océane Michelonová            | Preussová                |
| 17. | 13. března 2025   | Pokljuka          | zkrácený vytrvalostní závod | 12,5 km | Julia Simonová                | Hanna Öbergová                | Franziska Preussová           | Preussová                |
| 18. | 15. března 2025   | Pokljuka          | hromadný start              | 12,5 km | Lou Jeanmonnotová             | Milena Todorovová             | Anamarija Lampičová           | Preussová                |
| 19. | 21. března 2025   | Oslo-Holmenkollen | sprint                      | 7,5 km  | Franziska Preussová           | Lou Jeanmonnotová             | Suvi Minkkinenová             | Preussová                |
| 20. | 22. března 2025   | Oslo-Holmenkollen | stíhací závod               | 10 km   | Lou Jeanmonnotová             | Elvira Öbergová               | Lena Häckiová-Großová         | Jeanmonnotová            |
| 21. | 23. března 2025   | Oslo-Holmenkollen | hromadný start              | 12,5 km | Franziska Preussová           | Elvira Öbergová               | Lou Jeanmonnotová             | Preussová                |

Vysvětlivky
1. ↑  V Pokljuce byl původně v plánu klasický vytrvalostní závod, kvůli vysokým teplotám a dešti byla zařazena zkrácená verze.[16]
2. ↑  V Pokljuce byl závod s hromadným startem původně plánován na neděli 16. března, kvůli vysokým teplotám a dešti byl přesunut na sobotu 15. března.[16]

### Mužská štafeta (4×7,5km)
| Č. | Datum             | Místo            | Vítězové                                                                     | Druhé místo                                                                          | Třetí místo                                                              | Vedoucí disciplíny (po závodě) |
| -- | ----------------- | ---------------- | ---------------------------------------------------------------------------- | ------------------------------------------------------------------------------------ | ------------------------------------------------------------------------ | ------------------------------ |
| 1. | 1. prosince 2024  | Kontiolahti      | FrancieFabien Claude Quentin Fillon Maillet Éric Perrot Émilien Jacquelin    | NorskoSturla Holm Laegreid Tarjei Bø Endre Strømsheim Johannes Thingnes Bø           | ŠvédskoViktor Brandt Jesper Nelin Martin Ponsiluoma Sebastian Samuelsson | Francie                        |
| 2. | 15. prosince 2024 | Hochfilzen       | FrancieFabien Claude Quentin Fillon Maillet Éric Perrot Émilien Jacquelin    | NorskoSturla Holm Laegreid Tarjei Bø Johannes Thingnes Bø Vebjørn Sørum              | ŠvédskoViktor Brandt Jesper Nelin Martin Ponsiluoma Sebastian Samuelsson | Francie                        |
| 3. | 17. ledna 2025    | Ruhpolding       | FrancieÉmilien Claude Fabien Claude Quentin Fillon Maillet Émilien Jacquelin | ŠvédskoViktor Brandt Jesper Nelin Martin Ponsiluoma Sebastian Samuelsson             | NěmeckoJustus Strelow Danilo Riethmüller Johannes Kühn Philipp Nawrath   | Francie                        |
| 4. | 25. ledna 2025    | Anterselva       | FrancieFabien Claude Quentin Fillon Maillet Éric Perrot Émilien Jacquelin    | NorskoSturla Holm Laegreid Tarjei Bø Johannes Thingnes Bø Vetle Sjåstad Christiansen | ŠvédskoViktor Brandt Jesper Nelin Martin Ponsiluoma Sebastian Samuelsson | Francie                        |
| MS | 22. února 2025    | Lenzerheide (MS) | NorskoEndre Strømsheim Tarjei Bø Sturla Holm Laegreid Johannes Thingnes Bø   | FrancieFabien Claude Émilien Claude Éric Perrot Quentin Fillon Maillet               | NěmeckoPhilipp Nawrath Danilo Riethmüller Johannes Kühn Philipp Horn     | —                              |
| 5. | 9. března 2025    | Nové Město       | FrancieÉmilien Claude Oscar Lombardot Fabien Claude Quentin Fillon Maillet   | NorskoMartin Uldal Tarjei Bø Sturla Holm Laegreid Johannes Thingnes Bø               | UkrajinaArtem Tyščenko Vitalij Mandzin Anton Dudčenko Dmytro Pidručnyj   | Francie                        |

### Ženská štafeta (4×6km)
| Č. | Datum             | Místo            | Vítězky                                                                                  | Druhé místo                                                                                                   | Třetí místo                                                                                            | Vedoucí disciplíny (po závodě) |
| -- | ----------------- | ---------------- | ---------------------------------------------------------------------------------------- | --- | --- | ------------------------------ |
| 1. | 1. prosince 2024  | Kontiolahti      | ŠvédskoAnna Magnussonová Sara Anderssonová Hanna Öbergová Elvira Öbergová                | FrancieLou Jeanmonnotová Justine Braisazová-Bouchetová Sophie Chauveauová Julia Simonová                      | NorskoJuni Arnekleivová Karoline Offigstad Knottenová Maren Kirkeeideová Ingrid Landmark Tandrevoldová | Švédsko                        |
| 2. | 15. prosince 2024 | Hochfilzen       | NěmeckoVanessa Voigtová Julia Tannheimerová Selina Grotianová Franziska Preussová        | FrancieJulia Simonová Justine Braisazová-Bouchetová Sophie Chauveauová Lou Jeanmonnotová                      | ŠvédskoAnna Magnussonová Anna-Karin Heijdenbergová Ella Halvarssonová Elvira Öbergová                  | Švédsko                        |
| 3. | 18. ledna 2025    | Ruhpolding       | NěmeckoStefanie Schererová Selina Grotianová Sophia Schneiderová Franziska Preussová     | NorskoKaroline Offigstad Knottenová Juni Arnekleivová Maren Kirkeeideová Ragnhild Femsteineviková             | FranciePaula Botetová Océane Michelonová Justine Braisazová-Bouchetová Julia Simonová                  | Německo                        |
| 4. | 26. ledna 2025    | Anterselva       | ŠvédskoJohanna Skottheimová Ella Halvarssonová Anna Magnussonová Hanna Öbergová          | NorskoKaroline Knottenová Ragnhild Femsteineviková Maren Kirkeeideová Ingrid Tandrevoldová                    | FrancieJeanne Richardová Lou Jeanmonnotová Océane Michelonová Julia Simonová                           | Švédsko                        |
| MS | 22. února 2025    | Lenzerheide (MS) | FrancieLou Jeanmonnotová Océane Michelonová Justine Braisazová-Bouchetová Julia Simonová | NorskoKaroline Knottenová Ingrid Tandrevoldová Ragnhild Femsteineviková Maren Kirkeeideová                    | ŠvédskoAnna Magnussonová Ella Halvarssonová Hanna Öbergová Elvira Öbergová                             | —                              |
| 5. | 9. března 2025    | Nové Město       | FrancieLou Jeanmonnotová Océane Michelonová Justine Braisazová-Bouchetová Julia Simonová | NorskoKaroline Offigstad Knottenová Ingrid Landmark Tandrevoldová Ragnhild Femsteineviková Maren Kirkeeideová | NěmeckoJohanna Puffová Julia Tannheimerová Sophia Schneiderová Selina Grotianová                       | Francie                        |

### Smíšené závody
| Č. | Datum              | Místo            | Disciplína           | Vítězové                                                                                               | Druhé místo                                                                          | Třetí místo                                                                           | Vedoucí disciplíny (po závodě) |
| -- | ------------------ | ---------------- | -------------------- | --- | ------------------------------------------------------------------------------------ | ------------------------------------------------------------------------------------- | ------------------------------ |
| 1. | 30. listopadu 2024 | Kontiolahti      | smíšený závod dvojic | ŠvédskoElla Halvarssonová Sebastian Samuelsson                                                         | FrancieJulia Simonová Quentin Fillon Maillet                                         | NěmeckoVanessa Voigtová Justus Strelow                                                | Švédsko                        |
| 2. | 30. listopadu 2024 | Kontiolahti      | smíšená štafeta      | NorskoKaroline Offigstad Knottenová Ingrid Landmark Tandrevoldová Johannes Dale-Skjevdal Vebjørn Sørum | FrancieLou Jeanmonnotová Justine Braisazová-Bouchetová Éric Perrot Émilien Jacquelin | ŠvédskoAnna Magnussonová Elvira Öbergová Jesper Nelin Martin Ponsiluoma               | Švédsko                        |
| 3. | 12. ledna 2025     | Oberhof          | smíšený závod dvojic | FinskoTero Seppälä Suvi Minkkinenová                                                                   | FrancieQuentin Fillon Maillet Paula Botetová                                         | NěmeckoJustus Strelow Selina Grotianová                                               | Francie                        |
| 4. | 12. ledna 2025     | Oberhof          | smíšená štafeta      | ŠvédskoSebastian Samuelsson Martin Ponsiluoma Hanna Öbergová Elvira Öbergová                           | FrancieFabien Claude Éric Perrot Jeanne Richardová Lou Jeanmonnotová                 | NorskoSturla Holm Laegreid Tarjei Bø Ingrid Landmark Tandrevoldová Maren Kirkeeideová | Francie                        |
| MS | 12. února 2025     | Lenzerheide (MS) | smíšená štafeta      | FrancieJulia Simonová Lou Jeanmonnotová Éric Perrot Émilien Jacquelin                                  | ČeskoJessica Jislová Tereza Voborníková Vítězslav Hornig Michal Krčmář               | NěmeckoSelina Grotianová Franziska Preussová Philipp Nawrath Justus Strelow           | —                              |
| MS | 20. února 2025     | Lenzerheide (MS) | smíšený závod dvojic | FrancieJulia Simonová Quentin Fillon Maillet                                                           | NorskoRagnhild Femsteineviková Johannes Thingnes Bø                                  | NěmeckoFranziska Preussová Justus Strelow                                             | —                              |
| 5. | 16. března 2025    | Pokljuka         | smíšený závod dvojic | ŠvýcarskoAita Gasparinová Niklas Hartweg                                                               | ŠvédskoJohanna Skottheimová Jesper Nelin                                             | FinskoSuvi Minkkinenová Tero Seppälä                                                  | Francie                        |
| 6. | 16. března 2025    | Pokljuka         | smíšená štafeta      | ŠvédskoAnna-Karin Heijdenbergová Hanna Öbergová Martin Ponsiluoma Sebastian Samuelsson                 | FrancieJeanne Richardová Océane Michelonová Éric Perrot Quentin Fillon Maillet       | NorskoMaren Kirkeeideová Ida Lienová Johannes Dale-Skjevdal Isak Frey                 | Švédsko                        |

Vysvětlivky
1. ↑  V Pokljuce byl smíšený závod dvojic původně plánován na sobotu 15. března, kvůli vysokým teplotám a dešti byl přesunut na neděli 16. března.[16]
2. ↑  V Pokljuce byl závod smíšených štafet původně plánován na sobotu 15. března, kvůli vysokým teplotám a dešti byl přesunut na neděli 16. března.[16]

## Pořadí Světového poháru

### Pořadí jednotlivců
Konečné pořadí po 21 závodech
| Muži   | Muži                   | Muži |
| Pořadí | Jméno                  | Body |
| ------ | ---------------------- | ---- |
| 1.     | Sturla Holm Laegreid   | 1291 |
| 2.     | Johannes Thingnes Bø   | 1173 |
| 3.     | Éric Perrot            | 926  |
| 4.     | Sebastian Samuelsson   | 875  |
| 5.     | Quentin Fillon Maillet | 862  |
| 6.     | Tommaso Giacomel       | 827  |
| 7.     | Émilien Jacquelin      | 777  |
| 8.     | Tarjei Bø              | 679  |
| 9.     | Vebjørn Sørum          | 651  |
| 10.    | Jakov Fak              | 618  |
| 20.    | Vítězslav Hornig       | 391  |
| 29.    | Michal Krčmář          | 236  |
| 55.    | Jonáš Mareček          | 104  |
| 54.    | Adam Václavík          | 59   |
| 64.    | Tomáš Mikyska          | 27   |
| 85.    | Petr Hák               | 6    |
| 91.    | Jakub Štvrtecký        | 1    |

| Ženy   | Ženy                          | Ženy |
| Pořadí | Jméno                         | Body |
| ------ | ----------------------------- | ---- |
| 1.     | Franziska Preussová           | 1278 |
| 2.     | Lou Jeanmonnotová             | 1258 |
| 3.     | Julia Simonová                | 902  |
| 4.     | Elvira Öbergová               | 761  |
| 5.     | Océane Michelonová            | 760  |
| 6.     | Jeanne Richardová             | 755  |
| 7.     | Suvi Minkkinenová             | 694  |
| 8.     | Justine Braisazová-Bouchetová | 657  |
| 9.     | Selina Grotianová             | 640  |
| 10.    | Maren Kirkeeideová            | 496  |
| 21.    | Tereza Voborníková            | 349  |
| 29.    | Markéta Davidová              | 223  |
| 36.    | Jessica Jislová               | 200  |
| 46.    | Lucie Charvátová              | 105  |
| 90.    | Kristýna Otcovská             | 9    |

### Pořadí závodníků do 23 let
Konečné pořadí po 21 závodech
| Muži   | Muži               | Muži | Muži |
| Pořadí | Jméno              | Body | SP   |
| ------ | ------------------ | ---- | ---- |
| 1.     | Campbell Wright    | 455  | 17.  |
| 2.     | Vitalij Mandzin    | 230  | 31.  |
| 3.     | Isak Frey          | 193  | 34.  |
| 4.     | Jan Guńka          | 44   | 57.  |
| 5.     | Fabian Suchodolski | 18   | 68.  |
| 6.     | Konrad Badacz      | 17   | 70.  |
| 7.     | Fabian Müllauer    | 10   | 75.  |
| 8.     | Arttu Heikkinen    | 8    | 80.  |
| 9.     | Jimi Klemettinen   | 7    | 83.  |
| 10.    | Petr Hák           | 6    | 85.  |

| Ženy   | Ženy                 | Ženy | Ženy |
| Pořadí | Jméno                | Body | SP   |
| ------ | -------------------- | ---- | ---- |
| 1.     | Océane Michelonová   | 760  | 5.   |
| 2.     | Jeanne Richardová    | 755  | 6.   |
| 3.     | Selina Grotianová    | 640  | 9.   |
| 4.     | Maren Kirkeeideová   | 548  | 10.  |
| 5.     | Julia Tannheimerová  | 232  | 31.  |
| 6.     | Maya Cloetensová     | 203  | 35.  |
| 7.     | Sara Anderssonová    | 199  | 37.  |
| 8.     | Martina Trabucchiová | 96   | 49.  |
| 9.     | Olena Horodná        | 84   | 51.  |
| 10.    | Gro Randbyová        | 76   | 56.  |

### Vytrvalostní závod
Konečné pořadí po 3 závodech
| Muži   | Muži                   | Muži |
| Pořadí | Jméno                  | Body |
| ------ | ---------------------- | ---- |
| 1.     | Sturla Holm Laegreid   | 165  |
| 2.     | Jakov Fak              | 144  |
| 3.     | Endre Strømsheim       | 142  |
| 4.     | Quentin Fillon Maillet | 112  |
| 5.     | Éric Perrot            | 111  |
| 6.     | Émilien Claude         | 107  |
| 7.     | Johannes Thingnes Bø   | 106  |
| 8.     | Vebjørn Sørum          | 90   |
| 9.     | Niklas Hartweg         | 90   |
| 10.    | Tommaso Giacomel       | 87   |

| Ženy   | Ženy                | Ženy |
| Pořadí | Jméno               | Body |
| ------ | ------------------- | ---- |
| 1.     | Lou Jeanmonnotová   | 221  |
| 2.     | Franziska Preussová | 190  |
| 3.     | Océane Michelonová  | 146  |
| 4.     | Hanna Öbergová      | 122  |
| 5.     | Julia Simonová      | 120  |
| 6.     | Ella Halvarssonová  | 109  |
| 7.     | Elvira Öbergová     | 106  |
| 8.     | Amy Basergová       | 100  |
| 9.     | Suvi Minkkinenová   | 90   |
| 10.    | Jeanne Richardová   | 87   |

### Sprint
Konečné pořadí po 7 závodech
| Muži   | Muži                   | Muži |
| Pořadí | Jméno                  | Body |
| ------ | ---------------------- | ---- |
| 1.     | Johannes Thingnes Bø   | 432  |
| 2.     | Sturla Holm Laegreid   | 381  |
| 3.     | Émilien Jacquelin      | 325  |
| 4.     | Martin Uldal           | 284  |
| 5.     | Tommaso Giacomel       | 279  |
| 6.     | Sebastian Samuelsson   | 268  |
| 7.     | Éric Perrot            | 250  |
| 8.     | Vebjørn Sørum          | 232  |
| 9.     | Quentin Fillon Maillet | 232  |
| 10.    | Philipp Nawrath        | 230  |

| Ženy   | Ženy                          | Ženy |
| Pořadí | Jméno                         | Body |
| ------ | ----------------------------- | ---- |
| 1.     | Franziska Preussová           | 414  |
| 2.     | Lou Jeanmonnotová             | 346  |
| 3.     | Justine Braisazová-Bouchetová | 318  |
| 4.     | Suvi Minkkinenová             | 271  |
| 5.     | Julia Simonová                | 259  |
| 6.     | Selina Grotianová             | 237  |
| 7.     | Karoline Offigstad Knottenová | 205  |
| 8.     | Maren Kirkeeideová            | 204  |
| 9.     | Dorothea Wiererová            | 202  |
| 10.    | Océane Michelonová            | 195  |

### Stíhací závod
Konečné pořadí po 6 závodech
| Muži   | Muži                   | Muži |
| Pořadí | Jméno                  | Body |
| ------ | ---------------------- | ---- |
| 1.     | Sturla Holm Laegreid   | 430  |
| 2.     | Johannes Thingnes Bø   | 430  |
| 3.     | Sebastian Samuelsson   | 290  |
| 4.     | Tommaso Giacomel       | 271  |
| 5.     | Éric Perrot            | 251  |
| 6.     | Quentin Fillon Maillet | 250  |
| 7.     | Émilien Jacquelin      | 231  |
| 8.     | Tarjei Bø              | 209  |
| 9.     | Vebjørn Sørum          | 198  |
| 10.    | Martin Uldal           | 192  |

| Ženy   | Ženy                          | Ženy |
| Pořadí | Jméno                         | Body |
| ------ | ----------------------------- | ---- |
| 1.     | Lou Jeanmonnotová             | 438  |
| 2.     | Julia Simonová                | 343  |
| 3.     | Franziska Preussová           | 319  |
| 4.     | Jeanne Richardová             | 245  |
| 5.     | Océane Michelonová            | 238  |
| 6.     | Elvira Öbergová               | 222  |
| 7.     | Maren Kirkeeideová            | 214  |
| 8.     | Selina Grotianová             | 190  |
| 9.     | Justine Braisazová-Bouchetová | 181  |
| 10.    | Suvi Minkkinenová             | 164  |

### Závod s hromadným startem
Konečné pořadí po 5 závodech
| Muži   | Muži                   | Muži |
| Pořadí | Jméno                  | Body |
| ------ | ---------------------- | ---- |
| 1.     | Sturla Holm Laegreid   | 315  |
| 2.     | Éric Perrot            | 314  |
| 3.     | Quentin Fillon Maillet | 268  |
| 4.     | Sebastian Samuelsson   | 236  |
| 5.     | Tarjei Bø              | 209  |
| 6.     | Johannes Thingnes Bø   | 205  |
| 7.     | Tommaso Giacomel       | 190  |
| 8.     | Danilo Riehtmüller     | 175  |
| 9.     | Fabien Claude          | 161  |
| 10.    | Endre Strømsheim       | 150  |

| Ženy   | Ženy                   | Ženy |
| Pořadí | Jméno                  | Body |
| ------ | ---------------------- | ---- |
| 1.     | Franziska Preussová    | 355  |
| 2.     | Elvira Öbergová        | 299  |
| 3.     | Lou Jeanmonnotová      | 253  |
| 4.     | Jeanne Richardová      | 230  |
| 5.     | Océane Michelonová     | 181  |
| 6.     | Julia Simonová         | 180  |
| 7.     | Selina Grotianová      | 170  |
| 8.     | Suvi Minkkinenová      | 169  |
| 9.     | Lisa Theresa Hauserová | 151  |
| 10.    | Hanna Öbergová         | 122  |

### Štafety
Konečné pořadí po 5 závodech
| Muži   | Muži      | Muži |
| Pořadí | Země      | Body |
| ------ | --------- | ---- |
| 1.     | Francie   | 450  |
| 2.     | Norsko    | 355  |
| 3.     | Švédsko   | 311  |
| 4.     | Německo   | 266  |
| 5.     | Ukrajina  | 217  |
| 6.     | Slovinsko | 201  |
| 7.     | Itálie    | 195  |
| 8.     | Česko     | 180  |
| 9.     | Švýcarsko | 179  |
| 10.    | Rakousko  | 178  |

| Ženy   | Ženy      | Ženy |
| Pořadí | Země      | Body |
| ------ | --------- | ---- |
| 1.     | Francie   | 370  |
| 2.     | Švédsko   | 340  |
| 3.     | Norsko    | 335  |
| 4.     | Německo   | 323  |
| 5.     | Švýcarsko | 244  |
| 6.     | Itálie    | 204  |
| 7.     | Rakousko  | 200  |
| 8.     | Ukrajina  | 171  |
| 9.     | Polsko    | 171  |
| 10.    | Česko     | 162  |

### Smíšené štafety
Konečné pořadí po 10 závodech
| Smíšené štafety | Smíšené štafety | Smíšené štafety |
| Pořadí          | Země            | Body            |
| --------------- | --------------- | --------------- |
| 1.              | Švédsko         | 439             |
| 2.              | Francie         | 430             |
| 3.              | Norsko          | 341             |
| 4.              | Německo         | 325             |
| 5.              | Švýcarsko       | 311             |
| 6.              | Finsko          | 268             |
| 7.              | Rakousko        | 262             |
| 8.              | Itálie          | 225             |
| 9.              | Slovinsko       | 210             |
| 10.             | Ukrajina        | 205             |
| 11.             | Česko           | 195             |

### Pořadí národů
Konečné pořadí po 26 závodech
| Muži   | Muži      | Muži |
| Pořadí | Země      | Body |
| ------ | --------- | ---- |
| 1.     | Francie   | 9002 |
| 2.     | Norsko    | 8842 |
| 3.     | Švédsko   | 7862 |
| 4.     | Německo   | 7689 |
| 5.     | Itálie    | 6776 |
| 6.     | Švýcarsko | 6737 |
| 7.     | Česko     | 6493 |
| 8.     | Ukrajina  | 6382 |
| 9.     | Slovinsko | 6320 |
| 10.    | Finsko    | 6095 |

| Ženy   | Ženy      | Ženy |
| Pořadí | Země      | Body |
| ------ | --------- | ---- |
| 1.     | Francie   | 9060 |
| 2.     | Švédsko   | 8146 |
| 3.     | Německo   | 8051 |
| 4.     | Norsko    | 7967 |
| 5.     | Švýcarsko | 7066 |
| 6.     | Itálie    | 6758 |
| 7.     | Rakousko  | 6522 |
| 8.     | Ukrajina  | 6124 |
| 9.     | Česko     | 6048 |
| 10.    | Finsko    | 5782 |

## Ukončení kariéry
Seznam uvádí významnější biatlonisty, kteří v průběhu sezóny ukončili sportovní kariéru nebo toto oznámili: 
Muži:
- Johannes Thingnes Bø[32][33][34]
- Tarjei Bø[35][36]
- Filip Fjeld Andersen[37]

Ženy:
- Chloé Chevalierová[38]
- Tilda Johanssonová[39]
- Elisa Gasparinová[40][41]